# Мумије из Гванахуата
21° 01′ 12″ С; 101° 15′ 59″ З / 21.020081° С; 101.26643452° З
Мумије из Гванахуата (енгл. Mummies of Guanajuato) су природно мумифицирана тела закопана на гробљу Светог Паула у Гванахуату у Мексику. Данас су мумије једна од највећих туристичких атракција у Мексику.
Тела су ископана између 1865. и 1958.. За то време, рођаци покојника нису могли да плате порез како би њихови покојни рођаци остали закопани. Зато су тела ископана. Само 2% ископаних тела су постала природне мумије. Тела која су постала мумије почела су се прикупљати у једном музеју који је 1900. постао велика туристичка атракција. Музеј је касније назван Музеј мумија (шп. El Museo De Las Momias). Дуго времена је био мистерији како су се нека тела на гробљу претворила у мумије а нека нису. Испитивањем тла откривено је како је у време када су тела која су постала мумије сахрањена, падало доста кише. Киша је со из тла односила у ковчеге, и тела су дуго времена била у води са соли. Зато су она постала мумије. Остала тела су сахрањена у сушном периоду..

## Тела
Због разних епидемија умирало је много људи, и због тога су се морала отворити многа гробља. Тела су се одмах сахрањивала да се болест не би ширила. У неким случајевима, човек је случајно жив сахрањен. Зато неке мумије изгледају као да су живе сахрањене. Једна од мумија Игнација Агилар је била жива сахрањена. Патила је од чудне болести која јој је понекад заустављала срце. Током једног таквог случаја, њено срце није куцало дуже од једног дана али је она још увек била жива. Њени рођаци су мислили да је мртва и сахранили су је. Када је њено тело ексхумирано, примећено је да је била окренута надоле, да гризе руку и да је у устима имала доста крви.